# Brünhild
Brünhild (Brynhild) Odin egy szem lánya, a legszebb valkűr, aki a Valhallában uralkodik édesapjával. Brünhilda alakjából önállósult Skandináviában, a vikingeknél ugyanis még nem alakult ki a feudalizmus. (Míg Európa belsejében Brünhilda Siegfried és később Attila felesége a Nibelung-énekben, addig Brünhild soha nem megy férjhez.)